# إنغو طالب راشد
إنغو طالب راشد  ( من مواليد 2 مايو 1963)، هو شيخ الطريقة النقشبندية الراشدية ، مخرج ومصمم الرقصات، مؤسس الحداوي ،

## الحياة والعمل
ولد في العراق ، وهو زعيم الطريقة النقشبندية الرشيدية الصوفية ومؤسس مفهوم الحركة - وهو نظام للتعليم والتعلم ، والذي تأثر بسنوات طويلة من الدراسة في المجالات التالية : بوجينكان بودو تاي جوت سو، قتال السيوف الياباني الكلاسي كي، الجو دو ، طريقة فيلدنكرايس ، الكابويرا ، طريقة ستانيسلافسكي ، مسرح نو ، الرقص الحديث ، وتدريب الممثلين البهلوانيين . أمضى أوقاتًا قيّمة في اليابان يدرس فنون القتال والثقافة المحلية ، ومنذ عام 1993 ، يعمل بانتظام مع كازو أونو ( أحد مؤسسي البوتو الياباني ) وابنه يوشيتو .
صمم رقصات ، من بين أعمال أخرى ، المسرحية الموسيقية " طفل السلام " ، وهي من أوائل العروض المسرحية في إسرائيل التي شارك فيها أطفال يهود وعرب معًا . أما آخر إنتاجاته الضخمة ، " رقصة الموت  "، وهي مسرحية بوليسية تتناول الموت والاحتضار ، فقد استوحاها من لوحات الموت على جسر سبرور في لوسيرن ( سويسرا ) ، وعُرضت لأول مرة على خشبة المسرح هناك .
يُقدّم رشيد بانتظام عروضًا وندوات ومحاضرات في أوروبا وآسيا وأمريكا الجنوبية . وهو مُنتج مدرسة الحداوي الشتوية الدولية على بحيرة فراونشيمزي منذ عام 2001 ، ومهرجان كيمغاو للرقص والمسرح ( منذ عام 2008 ) ، بالإضافة إلى رحلات ندوات . 

## الإنتاجات (الرقص المسرحي)
روح المحارب : رحلة عبر روح المحارب... ذكريات عن الشرف والبطولة والسلام .
العروض :
- كاداكيس ، إسبانيا ؛ 1994
- طشقند ، أوزبكستان ؛ 1997
- ميونيخ ( د ) ، 1999 /  باد إندورف ( د ) ، 2000 ؛
- واسربورج ( د ) ، 2005 ؛
- موستار ، البوسنة ؛ 2006
- سانت بطرسبرغ ، روسيا ، 2008 ؛
- قازان ، روسيا ؛ 2011
- روزنهايم ( د ) ، 2012

روح الدراويش ( مقتبس من " مؤتمر الطيور " و "ك تاب المعاناة " لفريد الدين عطار )
- فورتسبورغ ( د ) ، 2015

لامور نوماد : : شظايا السفر واللقاءات والصور في عالم بدوي
العروض :
- برلين ، 1993 ؛
- باد إندورف ، 2001 ؛
- فاسربورج ، 2004 ؛
- ماريا لوغاو ( أ ) ، 2014

رقصة الموت : مسرحية غامضة عن الموت والموت
العروض :
- لوسيرن ( سويسرا ) ، 2002 ؛
- جراتس ( أ ) ، 2002 ؛
- واسربورج ( د ) 2007
- Český Krumlov ( CZ ) , 2016
- واسربورج ( د ) ، 2016

الدوائر : ماندالا راقصة مستوحاة من أسماء الله الـ 99 في التقاليد الصوفية
العروض :
- بالتيمور ، الولايات المتحدة الأمريكية ؛ 2004 ؛
- باد إندورف ( د ) ، 2008 ؛
- فورتسبورغ ( د ) ، 2009/10

Badehausträume : خيالات تتصاعد من البخار في الحمام الياباني - " رقصة شبحية للنسيان "
العروض :
- ميونيخ ( د ) ، 1994 و 1996

طفل السلام:  مسرحية موسيقية عن السلام المحتمل بين الإسرائيليين والفلسطينيين
العروض :
- تل أبيب ، إسرائيل ؛ 1990

## روابط خارجية
الصفحة الرئيسية للحداوي : http://www.elhaddawi.de فرقة الحداوي للرقص: http://www.elhaddawi-dance-company.com